# Liv Boeree

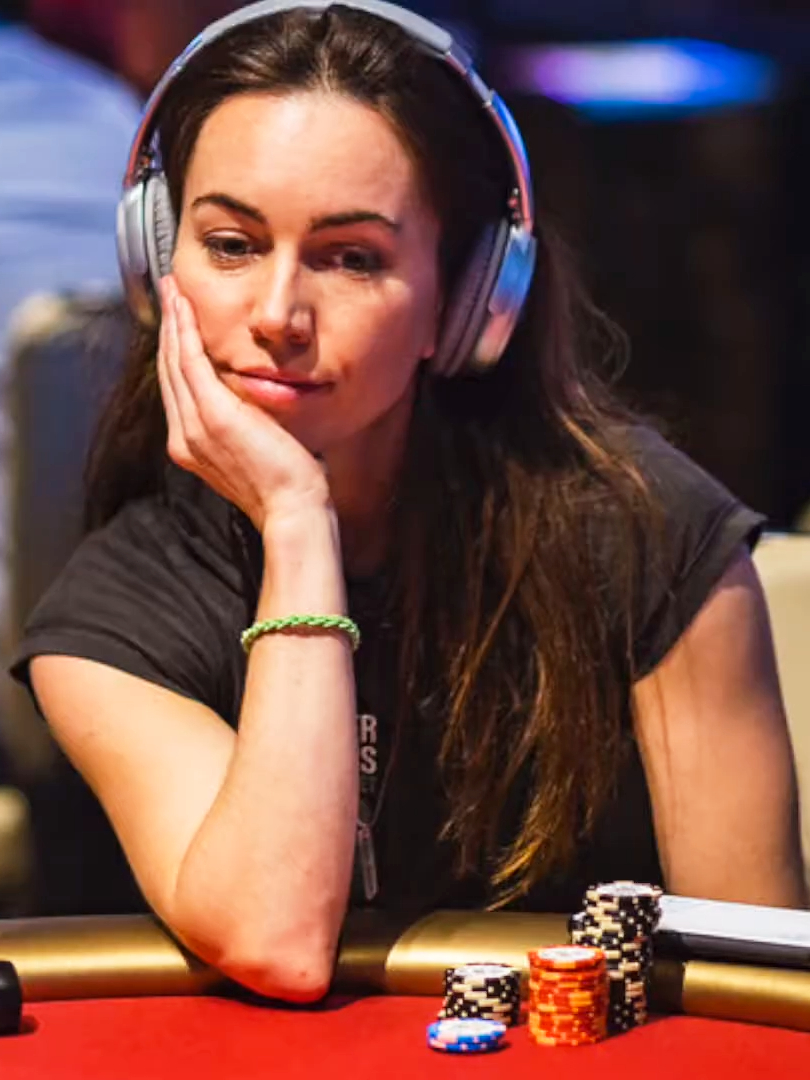
Liv Boeree, 2019

Olivia "Liv" Boeree nasceu em 18 de julho de 1984, na cidade inglesa de Kent. É uma jogadora profissional de Poker, apresentadora de televisão e modelo na Inglaterra. 
Boeree estudou em Física com ênfase em Astrofísica na Universidade de Manchester, antes de se mudar para Londres, aos 21 anos de idade.

## Carreira
Boeree tem sido um membro do Team PokerStars Pro desde setembro de 2010, e seu total de ganhos em torneios ao vivo é superior a US$ 2,050,000.
O primeiro contato de Liv Boeree com o poker foi em 2005 quando ela foi convidada a participar de um programa de televisão exibido na Inglaterra, um reality show onde a sua base era o poker. Após isso, era assiduamente convidada para vários programas de cobertura de poker.
Com tanto contato com o Poker, não tardou para ela mesmo começar a jogar nas mesas dos programas em que participava. Mas o primeiro grande ganho de Liv Boeree foi em 2008 no European Ladies Championship (Campeonato Europeu para Senhoras) faturando US$42.000 . Posteriormente, em vários outros eventos ao redor do mundo ela terminou ITM (In The Money - No dinheiro), que é a nomenclatura utilizada no mundo do Poker para indicar as posições premiadas dos jogadores.
O principal ganho foi em 2010 no European Poker Tour em San Remo na Itália (EPT). Liv competiu com  1.240 jogadores em um torneio que durou dias. Quando na mesa final, Liv Boeree passou a demonstrar ao mundo do Poker que era uma boa jogadora, venceu todos os jogadores restantes e faturou um prêmio no valor de $1,698,300.
Hoje ela se destaca como uma profissional contratada pela PokerStars. 

### Destaques na Carreira
| Event                                                 | Date           | Position | Prize      |
| ----------------------------------------------------- | -------------- | -------- | ---------- |
| European Ladies Championship $2,000 No Limit Hold’em  | May 2008       | 1st      | $42,000    |
| Aussie Millions AUD $1,100 No Limit Hold’em           | January 2009   | 7th      | $13,426    |
| Five Star World Poker Classic $1,500 No Limit Hold’em | April 2009     | 3rd      | $17,090    |
| WPT Five Star World Poker Classic $25,000 Main Event  | April 2009     | 37th     | $40,855    |
| EPT San Remo €5,000 Main Event                        | April 2010     | 1st      | $1,698,300 |
| English Poker Open £3,500 Main Event                  | September 2010 | 12th     | $14,656    |
| PokerStars Sunday Warm-Up                             | February 2011  | 1st      | $147,780   |

. 